# Марково (Городищенская волость)
Ма́рково — деревня в Островском районе Псковской области России.  Входит в состав Островской волости.

## География
Расположена в 9 км к востоку от центра города Остров.

## Население
| 2001 | 2002 | 2010 | 2013 |
| ---- | ---- | ---- | ---- |
| 114  | ↘92  | ↘67  | ↗75  |

Численность населения деревни по состоянию на 2000 год составляет 114 жителей.

## История
До 2015 года входила в состав Городищенской волости.